# Grzegorzekia collaris
Grzegorzekia collaris är en tvåvingeart som först beskrevs av Johann Wilhelm Meigen 1818.  Grzegorzekia collaris ingår i släktet Grzegorzekia och familjen svampmyggor. Arten är reproducerande i Sverige. Inga underarter finns listade i Catalogue of Life.